# Zəyəm (Qax)
Zəyəm è un comune dell'Azerbaigian situato nel distretto di Qax. Conta una popolazione di 1 553 abitanti.